# Джим Голтон
Джим Голтон (англ. Jim Holton, 11 квітня 1951, Шотландія — 1 жовтня 1993) — шотландський футболіст, що грав на позиції захисника.
Виступав, зокрема, за клуби «Манчестер Юнайтед» та «Ковентрі Сіті», а також національну збірну Шотландії, у складі якої був учасником чемпіонату світу 1974 року.

## Клубна кар'єра
Вихованець шотландського «Селтіка», але контракту йому не запропонували. В грудні 1967 року він потрапив до англійського «Вест-Бромвіч Альбіон», з яким наступного року підписав свій перший професіональний контракт, втім виступав виключно за юнацькі та молодіжні команди і наприкінці сезону 1970-71 покинув команду.
У дорослому футболі дебютував 1971 року виступами за команду третього англійського дивізіону «Шрусбері Таун», де швидко став основним гравцем і привернув увагу вищолігових колективів.
10 січня 1973 року 20-річного Голтон за 80 тис. фунтів стерлінгів придбав «Манчестер Юнайтед», який напередодні очолив шотландець Томмі Дохерті, знайомий з можливостями молодого захисника. Голтон дебютував за команду з Манчестера 20 січня в матчі Першого дивізіону проти «Вест Гем Юнайтед». Джим був фізично міцним, потужним центральним захисником і улюбленцем уболівальників, які склали про нього кричалку: «Six foot two, eyes of blue, Big Jim Holton's after you» (в кричалці згадувалося, що зріст Голтона становив 6 футів і 2 дюйми і у нього були блакитні очі, хоча насправді його зріст становив 6 футів і 1,5 дюйма і у нього були карі очі). Втім після двох вдалих сезонів Голтона почали спіткати проблеми. Спочатку за підсумками сезону 1973/74 команда покинула вищий дивізіон, а потім 7 грудня 1974 року в матчі проти «Шеффілд Венсдей» (4:4) він отримав перелом ноги. Відновлюючись після травми, грав за резервний склад, де знову отримав перелом ноги. В цей час інші захисники скористалися його відсутністю і закріпились в першій команді, а «Юнайтед» вигравши з першої спроби Другий дивізіон повернувся до еліти, і провів там вкрай вдалий сезон, посівши 3-тє місце. В результаті Голтон після травми так жодного разу більше і не зіграв за першу команду «Манчестер Юнайтед». Всього він провів за клуб 69 матчів і забив 5 м'ячів.
У 1976 році він виступав за клуб «Маямі Торос» в Північноамериканській футбольній лізі (NASL), а у вересні повернувся до Англії за 40 тис. фунтів стерлінгів, ставши гравцем «Сандерленда». У цій команді шотландець пробув шість місяців, до березня 1977 року, відігравши 15 матчів Першого дивізіону. 
Навесні 1977 року уклав контракт з клубом «Ковентрі Сіті», у складі якого провів наступні три з невеликим роки своєї кар'єри гравця, провівши 91 матч у чемпіонаті. Граючи у складі «Ковентрі Сіті» також здебільшого виходив на поле в основному складі команди і першому повному сезоні Голтона з "Ковентрі" (1977/78) клуб фінішував сьомим у Першому дивізіоні, це було їхнє друге найвище місце в історії, якого ледь не вистачило для кваліфікації до Кубка УЄФА.
У 1980 році він повернувся в NASL, ставши гравцем «Детройт Експресс», де провів 21 гру, забивши три голи. У 1981 році перейшов у «Шеффілд Венсдей», але через травми так і не зіграв за клуб жодного матчу.

## Виступи за збірну
12 травня 1973 року дебютував в офіційних матчах у складі національної збірної Шотландії в матчі домашнього чемпіонаті Великої Британії проти Уельсу (2:0).
У складі збірної був учасником чемпіонату світу 1974 року у ФРН, на якому провів всі три матчі шотландської збірної, але шотландці не подолали груповий етап.
Загалом протягом кар'єри у національній команді, яка тривала 2 роки, провів у її формі 15 матчів, забивши 2 голи.

## Особисте життя та смерть
Після завершення кар'єри Джим залишився в Ковентрі, де працював в пабах Rising Sun і The Old Stag. Він був одружений, у нього було двоє дітей. 4 жовтня 1993 року робив пробіжку, після чого сів за кермо автомобіля, де і помер від серцевого нападу.
На його похорон прийшли тисячі жителів Ковентрі, а також колишні одноклубники по «Ковентрі Сіті» Джон Сіллетт и Стів Огризович, одноклубник по «Манчестер Юнайтед» Джо Джордан і колишній тренер «Юнайтед» Томмі Дохерті.